# Опудало (фільм, 1983)
«Опудало» (рос. «Чучело») — російський радянський художній фільм-драма кіностудії Мосфільм режисера Ролана Бикова. Вийшов 1983 року.
В фільмі розкрита тема дитячої жорстокості та психології натовпу.

## Сюжет
Лєна Бессольцева (Крістіна Орбакайте) приїжджає в провінційне містечко до свого діда Миколи Миколайовича (Юрій Нікулін), колишнього військового і завзятого колекціонера картин, що мріє створити власну картинну галерею. Лєна йде до школи в 6-ий клас. Її однокласники, що мило посміхаються їй в обличчя, дають зрозуміти дівчинці, що ставляться до неї з презирством. Лєна дуже хоче завоювати симпатію і повагу однокласників, тому у відповідь на їх презирство відповідає усмішкою і у всьому з ними погоджується. Дітям її поведінка здається дивною, і вони дають їй кличку «Опудало»...

## В ролях
- Крістіна Орбакайте - Лєна Бессольцева, Опудало
- Юрій Нікулін - Микола Миколайович, дід Лєни

## Цікаві факти
- Науковим консультантом фільму був радянський та російський психолог Артур Петровський.
- Фільм знімався в Твері, окремі сцени в м. Торжок (Тверська область).
- Крістіна Орбакайте в перші дні зйомок зламала руку і далі грала зі зламаною рукою.